# Веремеенко, Наталья Николаевна
Веремеенко Наталья Николаевна (в девичестве Пашина, р. 1950) — ректор Магнитогорской государственной консерватории (академии) имени М. И. Глинки (с 2000 г.).

## Биография
Окончила Магнитогорское музыкальное училище (1969 г., класс Ю. Г. Писаренко), Ростовский музыкально-педагогический институт (1974 г., класс И. С. Бендицкого). С 1974 года преподаватель специального фортепиано в Магнитогорском музыкальном училище (ММУ), с 1989 года — заместитель директора. Внесла большой вклад в организацию на базе ММУ музыкально-педагогического института (где с 1990 года была проректором по учебное работе), преобразование его в Магнитогорскую консерваторию (1996 г.). С 1999 доцент, с 2000 года — ректор МаГК; сочетает административную и педагогическую деятельность.

## Ученики
- В. Кофейникова — лауреат регионального конкурса пианистов (1994, Пермь), Международного конкурса пианистов (1996, Греция), стипендиат программы «Новые имена» (1994, 1995; Магнитогорск)
- Н. Якупова — победитель зональных конкурсов (1986-88, Магнитогорск), лауреат областного конкурса пианистов (1989, Челябинск)
- Т. Гусева, отмечена дипломом «Лучший концертмейстер» Всероссийского конкурса исполнителей на народных инструментах (1997, Октябрьск).

## Общественная деятельность
Наталья Веремеенко — инициатор и организатор Дней музыкальной культуры Магнитогорска в Челябинске (2003, совместно с городским управлением культуры); участвовала в организации всероссийских педагогических ассамблей искусств в Магнитогорске, зональных, международных исполнительских конкурсов, концерта магнитогорских музыкантов в Зале церк. соборов храма Христа Спасителя (2001, Москва) в честь 70-летия ММК. Одна из инициаторов постановки мюзикла «Человек из Ламанчи» (2002—2003, совместно с городским драматическим театром). Автор работ, посвященных музыкальной педагогике, в частности проблеме креативности в обучении молодого музыканта.

## Награды
- Заслуженный деятель искусств РФ (2009)
- Почётный гражданин Магнитогорска (2014)